# 市川哲也 (推理作家)
市川 哲也（いちかわ てつや、1985年10月31日 -）は、日本の小説家、推理作家。高知県出身。高知県高岡郡中土佐町在住。太成学院大学人間学部心理学科卒業。

## 経歴
2013年、『名探偵の証明』（応募時タイトル『名探偵-The Detective-』）で第23回鮎川哲也賞（選考委員：芦辺拓、北村薫、辻真先）を受賞してデビュー。授賞式では、選考委員の北村薫が「『名探偵』という特別な存在を本格ミステリの世界に取り込み、本格ミステリと探偵についての一つの物語を見事に構築しています。正に鮎川哲也賞でなければ評価し得ない作品」などと評した。
『名探偵の証明』は、2014本格ミステリ・ベスト10国内編第17位。

## 人物
- ハロープロジェクトの大ファンである。
- 同姓同名の競艇選手がいるため、x（旧twitter）のアカウントには「推理作家のほう」と記載している。なお、競艇選手の市川哲也はSNSアカウント自体持っていない。

## ミステリ・ランキング
- 本格ミステリ・ベスト10
  - 2014年 - 『名探偵の証明』17位
  - 2024年 - 『あの魔女を殺せ』27位

## 作品

### 名探偵の証明シリーズ
- 名探偵の証明（2013年10月 東京創元社 ISBN 978-4-488-02545-8 / 2017年12月 創元推理文庫 ISBN 978-4-488-46512-4）
- 名探偵の証明 密室館殺人事件（2014年11月 東京創元社 ISBN 978-4-488-02742-1 / 2021年7月 創元推理文庫 ISBN 978-4-488-46514-8）
- 名探偵の証明 蜜柑花子の栄光（2016年8月 東京創元社 ISBN 978-4-488-02764-3 / 2021年10月 創元推理文庫 ISBN 978-4-488-46515-5）
- 屋上の名探偵（2017年1月 創元推理文庫 ISBN 978-4-488-46511-7）
  - みずぎロジック（初出：Webミステリーズ！ 2014年11月）
  - 人体バニッシュ（書き下ろし）
  - 卒業間際のセンチメンタル（書き下ろし）
  - ダイイングみたいなメッセージのパズル（書き下ろし）
- 放課後の名探偵（2018年9月 創元推理文庫 ISBN 978-4-488-46513-1）
  - プロローグ
  - ルサンチマンの行方
  - オレのダイイング・メッセージ
  - 誰がGを入れたのか
  - 屋上の奇跡
  - エピローグ

### その他
- あの魔女を殺せ (2023年9月 東京創元社 ISBN 978-4-488-02900-5)

### 単行本未収録作品
- 屋根裏の監視者（『ミステリーズ！』vol.72、2015年8月号、東京創元社）